# Showgeschäft
Als Showgeschäft, Showbusiness oder Schaugeschäft (neuere Wortschöpfung: ShowBiz bzw. Showbiz) wird die Vergnügungs- und Unterhaltungsindustrie im Bereich darstellender Kunst, häufig die US-amerikanische, in all ihren Ausprägungen bezeichnet. Diese Bezeichnung hat sich durch Verwendung in Medien wie Presse, Rundfunk und Fernsehen weltweit durchgesetzt.

## Geschichte
Das Schaugeschäft hat eine lange zurückreichende Tradition. Revuen entstanden bereits in den 1830er Jahren in Frankreich. Das amerikanisch geprägte Showgeschäft nahm in Westdeutschland seinen Aufschwung seit den 1950er Jahren. Nach Kriegsende setzten sich im Kino die Filme aus Hollywood durch, die Wochenschau berichtete über Stars, die Klatschpresse nahm ihren Aufschwung. Zunächst berichtete der Rundfunk, ab den 1960er Jahren auch das Fernsehen über Showgrößen.
Schlager wurden unter amerikanischen Einfluss dadurch gemacht, dass ein Lied häufig im Radio gespielt wurde und die ausgelöste Nachfrage über Plattenverkäufe in Hitlisten verfolgt wurde. Erfolgreiche Interpreten kamen später in Unterhaltungssendungen des Fernsehens oder erhielten wie Caterina Valente oder Peter Alexander eine eigene Fernsehshow.
In den 1980er Jahren nahm das Musical einen neuen Aufschwung. Eigene Dauerspielstätten für nur ein Stück wurden gebaut. Einzelne dieser Musicals wurden Welterfolge und belebten dieses Genre des Showgeschäft.
In einem Grenzbereich zum Showgeschäft bewegten sich erfolgreiche Sportler, die ihren mit Sporterfolgen verbundenen Namen durch Schlagergesang in klingende Münze verwandeln wollten. Diese Entwicklung begann bereits mit Max Schmeling in den 1930er Jahren.

## Charakteristika
In der Branche des Showgeschäfts tätige Unternehmen sind straff durchorganisiert und stark profitorientiert. Die Geldgeber erwarten eine möglichst hohe Verzinsung oder Ausschüttung für ihr eingesetztes Kapital. Die Unternehmen versuchen, künstlerische Spitzenkräfte mit hohen Gagen an sich zu binden, deren Darbietungen wiederum Publikum anlocken oder Kritiker so überzeugen, dass durch deren positive Berichterstattung Publikum zu den Shows hingezogen wird.
Diese Erfolgsorientierung birgt die Tendenz in sich, dass auf Bewährtes gesetzt wird. Künstlerischer Individualismus und Kreativität schweben in latenter Gefahr, im Showgeschäft weniger im Vordergrund zu stehen.

## Bekannte Orte
Mit wenigen Orten verbinden sich beispielhaft typische Erscheinungsformen für die Welt des Showgeschäfts:
- Los Angeles und Hollywood für die Filmindustrie mit ihren Stars und Sternchen
- der Broadway in New York und das Londoner West End für Theater- und Musical-Produktionen
- Las Vegas für Auftritte in Clubs und Spielcasinos
- Paris für Chansons und die Tanz-Shows in Revuetheatern
- Buenos Aires für Tango-Vorführungen
- Moskau und Peking für die hohe Kunst zirzensischer Attraktionen.

## Bekannte Persönlichkeiten
Zu den Größen des Showgeschäfts zählten oder zählen international bekannte Filmstars (zum Beispiel Charles Chaplin, John Wayne, Katharine Hepburn, Marilyn Monroe etc.), Sänger und Sängerinnen (Frank Sinatra, Dean Martin, Michael Jackson, Liza Minnelli, Madonna etc.), Musikgruppen (The Beatles, The Rolling Stones etc.), doch auch andere Entertainer wie etwa die Zauberkünstler Siegfried und Roy, David Copperfield, Lance Burton, Penn & Teller mit ihren Shows oder Stars aus Revue, Vaudeville und Varieté. Beliebte Künstler begeben sich häufig auf Tournee ins In- oder Ausland. Gelegentliche Auftritte im Fernsehen sorgen für anhaltende Popularität der Showgröße und können den Absatz ihrer (neuen) Tonträger oder den Besuch von Filmen und Live-Shows fördern.